# HD 66005
HD 66005，又名CD-49 3243，SAO 219249、HR 3142，是一颗恒星，视星等为6.32，位于銀經264.2，銀緯-10.51，其B1900.0坐标为赤經7h 56m 22.9s，赤緯-49° -10.51′ 12″。